# Гребной марафон
Гребной марафон — соревнования по гребле на байдарках и каноэ — состязания среди спортсменов на байдарках (с двухлопастным веслом) или на каноэ или sup (с однолопастным веслом), или команд на коротких от 3,4 км до 10 км и длинных дистанциях от 10 км и более — верхнего предела нет, проходящие в один или несколько этапов, на естественных водоёмах — реках, озерах, водохранилищах, морях или океанах, могут включать естественные или искусственные препятствия требующие пробежки по берегу с лодкой, так же гребные марафоны проводятся на спортивных объектах, в этом случае дистанция кольцевая и состоит из нескольких кругов с пробежками.
Гребные марафоны проводятся с целью определения сильнейших спортсменов (экипажей) по результатам прохождения дистанции за возможно короткий отрезок времени, проводимое по утвержденному организатором положению (регламенту) в различных гендерных, возрастных категориях или по классам лодок.
Относится к гребному спорту.

### Классы лодок
- K1 байдарки-одиночки
- K2 байдарки-двойки
- K4 байдарки-четверки
- C1 каноэ-одиночки
- C2 каноэ-двойки
- C3 каноэ-тройки
- C6 каноэ-шестерки
- OC1 аутригер каноэ-одиночки
- OC2 аутригер каноэ-двойки
- OS1 серфски[англ.]
- OS2 серфски-двойки
- SUP доски для гребли стоя

### Традиционные гребные марафоны
Традиционные или классические гребные марафоны на каноэ чаще всего представляют собой скоростной сплав — начинаются в одном месте, а заканчиваются в другом и могут проводиться на всех видах водоемов; реки, озера, устья, море или океан или комбинации различных условий. Дистанция марафона при этом должна быть ровно такой какая она есть в естественной среде, а участник должен быть готовым к тому, что придется нести лодку вокруг непроходимого препятствия.
Многие популярные соревнования по каноэ-марафону проводятся по участкам реки, где участники должны преодолевать течения, пороги или плотины или же обносить эти препятствия. Некоторые из этих мероприятий ежегодно привлекают более 2000 спортсменов со всего мира и часто проводятся в несколько этапов в течение нескольких дней.
Традиционные гребные марафоны:
- The descent of the river Sella[1][2], проводится в Испании на реке Селья, с 1929 года. Дистанции 15 и 20 км;
- Devizes to Westminster International Canoe Marathon[3], проводится в Англии на реке Эйвон и Темза с 1948 года. Дистанция 125 миль (201 км) 77 обносов;
- Dusi Canoe Marathon[4], проводится в ЮАР на реке Умсиндуси с 1951 года. Проводится в 3 этапа в течение 3х дней Дистанция 120 км, 7 обносов;
- Võhandu Maraton[5][6], проводится в Эстонии на реке Выханду с 2005 года. Дистанция 100 км, 4 обноса;
- Krumlovský vodácký maraton[7], проводится в Чешской республике на реке Влтава с 2003 года. Дистанции 26 и 36 км;
- Gauja XXL[8], проводится в Латвии на реке Гауя с 2009 года. Дистанции 90, 310 и 420 км;
- Türi-Tori[9], проводится в Эстонии на реке Пярну с 2010 года. Дистанции 47, 78 и 104 км;
- Москворецкий гребной марафон[10][11], проводится в России на реке Москва с 2019 года. Дистанции 28, 65 и 100 км;
- Петровский гребной марафон[12], проводится в России на реке Нева с 2008 года. Дистанции 6, 40 и 68 км;
- Скоростная Жигулёвская кругосветка, дистанция 145км.Проводится с 1991г. по рекам, Волга, Уса и Жигулёвскому водохранилищу. Гонка идет в режиме нон-стоп и состоит из 2-х этапов 122 и 23км. Старейший ультрафарафон России , первое прохождене которого было в 1912г.

### Международная федерация каноэ — ICF
В 1975 было решено провести встречу в Лондоне с участием представителей британской, голландской, ирландской, норвежской и датской федераций гребли. Цель состояла в том, чтобы Международная федерация каноэ признала Гребной марафон (Canoe Marathon). Собрание одобрило предложение о наборе правил соревнований для Конгресса ICF 1976 года, c тех пор, гребной марафон успешно развивался и на конгрессе ICF 1984 года в Софии Каноэ-марафон был признан Международной федерацией каноэ (ICF), в качестве отдельной соревновательной дисциплины на основании того факта, что более 20 национальных федераций практикуют этот вид соревнований и утвердила отдельный комитет по марафону на каноэ, включая введение чемпионатов мира